# كارينوس
ماركوس أوريليوس كارينوس هو إمبراطور روماني حكم من سنة 283 إلى سنة 285. هو ابن الإمبراطور ماركوس أوريليوس كاروس، حكم في البداية بالمشاركة مع والده وشقيقه نومريان. بعد استيلاء والده كاروس على الحكم بعد إنتصاره على بروبوس قام بتنصيب إبنه كارينوس كإمبراطور في الغرب ومنحه لقب أغسطس وجعله يتوجه مكانه إلى روما لينال اعتراف مجلس الشيوخ الروماني. بعد توليه للحكم توجه نحو الغال لمحاربة قبائل كوادي الجرمانية، أثناء المعركة سمع بوفاة والده كاروس أثناء حملته ضد بلاد فارس وسمع بتمرد في روما ضده بعد وفاته، فعاد إلى روما ليقمع التمرد. بعد ذلك وأثناء توجهه لمحاربة الغاصب سابينوس يوليانوس، سمع بوفاة أخيه نومريان في الشرق وأن الجيش قام بتنصيب دقلديانوس كامبراطور، ليرفض الاعتراف به. وبعد ذلك توجه لمحاربة دقلديانوس وواجها بعضهما في معركة مارغوس في مويسيا في صربيا حالياً وهزم هناك كارينوس في المعركة في يوليو 285، المصادر المؤيدة لدقلديانوس ذكرت بأنه قتل من عشيق مزعوم لزوجته لكن مصادر أخرى ذكرت بأنه قتل بمؤامرة بين الحرس البريتوري ودقلديانوس.